# Davud Kazimov
Davud Mehdi oglu Kazimov (en azerí: Davud Mehdi oğlu Kazımov; Bakú, Unión Soviética, 9 de noviembre de 1926 – Bakú, Azerbaiyán, 14 de febrero de 2015) fue un pintor azerbaiyano, galardonado con el título de Artista del Pueblo de la República de Azerbaiyán.

## Biografía
Davud Kazimov nació el 9 de noviembre de 1926 en la ciudad de Bakú en la RSS de Azerbaiyán (Unión Soviética). 
En 1945 se graduó de la Escuela Estatal de Arte en nombre de Azim Azimzade. Kamil Khanlarov, Artista del pueblo de la República de Azerbaiyán, fue uno de sus profesores. Entre 1984 y  2001 enseñó en la Universidad Estatal de Cultura y Arte de Azerbaiyán. Desde 2001 trabajó en el departamento de pintura en la Academia Estatal de Arte de Azerbaiyán.
Davud Kazimov también fue conocido como un maestro de artes gráficas. Entre sus ilustraciones se encuentran dibujos basados en los cuentos de Jalil Mammadguluzade, Yafar Yabbarlí y poemas de Mirza Ali Mojuz.
Desde 1947 participó en las exposiciones de república y de toda la Unión. Las obras del artista se exhibieron en Alemania, Checoslovaquia, Italia, Irak, Turquía y otros países. Actualmente varias obras del artista se exhiben en el Museo Nacional de Arte de Azerbaiyán, el Museo Estatal de Historia de Azerbaiyán y el Museo Nacional de Literatura de Azerbaiyán.
Davud Kazimov falleció el 14 de febrero de 2015 en Bakú.

## Premios y títulos
- Artista de Honor de la RSS de Azerbaiyán (1977)[3]
- Artista del pueblo de la República de Azerbaiyán (1992)